# Catillaria picila
Catillaria picila är en lavart som först beskrevs av A. Massal., och fick sitt nu gällande namn av Coppins. Catillaria picila ingår i släktet Catillaria och familjen Catillariaceae.   Inga underarter finns listade i Catalogue of Life.